# Konrad Krimm
Konrad Krimm (* 9. November 1946 in Stuttgart) ist ein deutscher Historiker und Archivar.
Konrad Krimm studierte von 1966 bis 1971 Geschichte und Germanistik an den Universitäten Heidelberg, Wien und Zürich. Im Jahre 1974 wurde er an der Universität Heidelberg promoviert. Von 1974 bis 1976 absolvierte er die Ausbildung zum höheren Archivdienst. Krimm war von 1976 bis 1994 Wissenschaftlicher Archivar am Generallandesarchiv Karlsruhe, Hauptstaatsarchiv Stuttgart und der Landesarchivdirektion Baden-Württemberg, seit 1994 ist Krimm Archivdirektor am Generallandesarchiv Karlsruhe. Seit 1987 hat er einen Lehrauftrag für Landesgeschichte an der Universität Karlsruhe inne und ist dort seit 1997 Honorarprofessor. Krimm ist Mitglied der Kommission für geschichtliche Landeskunde Baden-Württemberg und seit 2000 Vorsitzender der Arbeitsgemeinschaft für geschichtliche Landeskunde am Oberrhein.
Krimms Forschungsschwerpunkt ist die badische Landesgeschichte.

## Schriften (Auswahl)
Monografien
- Baden und Habsburg um die Mitte des 15. Jahrhunderts. Fürstlicher Dienst und Reichsgewalt im späten Mittelalter (= Veröffentlichungen der Kommission für Geschichtliche Landeskunde in Baden-Württemberg. Bd. 89). Kohlhammer, Stuttgart 1976, ISBN 3-17-002917-7 (Zugleich: Heidelberg, Universität, Dissertation, 1974).

Herausgeberschaften
- Zwischen Habsburg und Burgund. Der Oberrhein als europäische Landschaft im 15. Jahrhundert (= Oberrheinische Studien. Bd. 21). Thorbecke, Ostfildern 2003, ISBN 3-7995-7821-8.
- Archiv und Öffentlichkeit. Aspekte einer Beziehung im Wandel. Zum 65. Geburtstag von Hansmartin Schwarzmaier (= Werkhefte der Staatlichen Archivverwaltung Baden-Württemberg. Bd. 9). Kohlhammer, Stuttgart 1997, ISBN 3-17-014849-4.
- Bild und Geschichte. Studien zur politischen Ikonographie. Festschrift für Hansmartin Schwarzmaier zum fünfundsechzigsten Geburtstag. Thorbecke, Sigmaringen 1997, ISBN 3-7995-7077-2.